# Ruinas de la iglesia de San Dionisio
Las Ruinas de la Iglesia de San Dionisio  (en inglés: San Dionisio Church Ruins) son unas ruinas históricas en la ruta 2 en Umatac, en el Territorio no incorporado de los Estados Unidos de Guam. La Iglesia de San Dionisio fue construida originalmente en 1681 en época novohispana, pero reconstruida después de un incendio tres años después y de nuevo después de los terremotos de 1849 y 1902. En 1939 la iglesia fue reconstruida en su totalidad. Las ruinas se han añadido al Registro Nacional de Lugares Históricos en 1974.